# Taringgul Tonggoh
Taringgul Tonggoh is een bestuurslaag in het regentschap Purwakarta van de provincie West-Java, Indonesië. Taringgul Tonggoh telt 3211 inwoners (volkstelling 2010).